# 마크 밋처
마크 앤드루 밋처(영어: Marc Andrew "Pete" Mitscher, 1887년 1월 26일 ~ 1947년 2월 3일)는 미국 해군의 군인으로 최종 계급은 대장이다. 제2차 세계 대전 후반 태평양 전쟁에서 고속 항공모함 기동 부대의 지휘관으로 유명을 알렸다.

## 생애

### 청년기까지
마크 앤드루 밋처는 1887년 1월 26일 위스콘신주 힐스보로에서 상사원 오스카 밋처와 미르타 밋처의 아들로 태어났다. 부계는 독일계 이민자로 목공 장인이었던 할아버지 안드레아스 밋처(1821년 ~ 1905년)는 1850년대에 뉴욕에 이민을 왔고, 여기에 같은 독일계 이민자의 딸과 결혼하여 당시 바이에른, 오스트리아 출신의 독일 이민자가 많이 거주하고 있던 힐스보로로 이주했다. 안드레아스의 차남이었던 오스카는 목공 장인의 일자리는 고사하고, 회사 직원으로 직장의 경영자의 딸이었던 미르타와 결혼했다. 부모의 성격은 정반대로 오스카는 성격이 급했고, 사기꾼적인 기질과 도박을 좋아했으며, 미르타는 그와는 반대로 조용하고 과묵한 성격이었다. 그러나 가정은 매우 평온하며 아무런 주목할 만한 사정도 없었다. 형제로는 2살 연상의 누나와 7살 연하의 동생이 있었다. 이듬해 1888년, 가족은 오클라호마시티에서 미국 인디언의 에이전트를 맡고 있던 안드레아스 아래로 이사했다. 목공 장인에서 에이전트로 변신한 안드레아스는 이후 오클라호마시티의 시장을 역임했고, 부모도 오클라호마시티에서 새로운 상점을 열었다. 부친 오스카는 도시의 조역에 종사하거나 당선은 되지 못했지만, 위스콘신 주지사 선거에 출마하는 등 정치적 활동도 활발하게 했다. 그러나 오클라호마시티에 살고 있었음에도 불구하고 기록에서는 “밋처는 워싱턴 DC의 초중학교에서 공부했다”고 되어 있다.
1904년 17세가 된 밋처는 아나폴리스 해군사관학교에 입학한다. 밋처 자신은 해군은커녕 해양 방면에는 그다지 관심이 없었던 것 같았지만, 오스카는 아나폴리스 해군사관학교로 진학하기를 원했다. 그래서 밋처는 부친의 친구였던 오클라호마 출신의 버드 S. 맥과이어 하원 의원의 추천을 받아 입학하게 되었다. 이때 동시에 입학한 자 중에서는 리치몬드 터너와 토마스 C. 킨케이드 등도 있어서 졸업년도에서 ‘아나폴리스 1908년조’라고 호칭된 세대였다. 아버지의 소원으로 아나폴리스에 진학한 밋처는 예상치 못한 사건에 휘말려 퇴학을 당하게 된다. 아나폴리스에 들어간 후 2년차 가을, 학급의 집단끼리 발생한 싸움에서 사망자가 나온 것이다. 이에 따라 폭력 행위 금지의 통지가 나오거나 사망 사건에 대한 조사가 이루어졌다. 밋처가 살인을 저지른 것은 아니었지만, 성적이 좋지 못했던 점과 평소 소행이 좋지 않았던 점 등을 근거로 퇴학 처분이 내려진 것이다. 오스카는 다시 맥과이어의 추천을 받아 1906년에 밋처를 아나폴리스에 재입학 시켰는데, 재입학한 밋처는 연하의 상급생으로부터 왕따를 당하는 등 괴로운 나날을 보내며 ‘내성적, 반항적, 비사교적’이라는 딱지가 붙는다. 그러나 아나폴리스 시대는 매운 것만은 아니었다. 때는 라이트 플라이어 호의 첫 비행에서 10년이 채 되지 않았지만, 이미 항공에 관한 서적이 출판되고 있었다. 밋처는 교내에서 그것을 탐독하면서 항공에 대한 깊은 관심을 가지게 된다. 게다가 재입학 동기 찰스 A. 포놀, 프레데릭 C. 셔먼은 나중에 레이먼드 A. 스프루언스의 참모가 된 찰스 J. 무어 (칼 무어) 등은 졸업년도부터 ‘아나폴리스 1910년조’라고 불리게 된다.
1910년 밋처는 131명 중 103등의 성적으로 아나폴리스를 졸업한 이후 2년간의 연수 기간 동안 생도로서 장갑순양함 ‘콜로라도’(USS Colorado, ACR-7)의 승무원 되었고, 1912년 3월 7일 소위로 임관했다. 그러는 동안 기항지인 브레머튼에서 이후 아내가 되는 프랜시스를 만나 1913년 1월에 결혼을 한다. 그 후, 1913년 8월 미국-멕시코 분쟁에 대비해 서해안에 있던 장갑 순양함 ‘캘리포니아’(USS California, ACR-6)로 옮겨졌다. 구축함 ‘휘플’(USS Whipple, DD-15), ‘스튜어트’(USS Stewart, DD-13)에서 근무를 마친 후, 1915년 9월에 미국 해군에서 항공기를 운용한 최초의 함정 중 한 척이었던 장갑순양함 ‘노스’(USS North Carolina, ACR-12)에 비행 훈련을 위해 배속되었다. 이보다 앞서 1910년 11월 밋처는 조종사를 지원했지만, 심사를 통과해서 펜사콜라 비행 학교에 입학한 것은 1915년의 일이었다. 이듬해 1916년 6월 2일 밋처는 해군 파일럿 제33호가 되었고, 동해안의 각 해군 비행장에서 근무한 후 해군작전사령부에서 근무를 했고, 그 후 제1 수상기 군단에 배속되었다. 1917년 4월 6일에는 캐터펄트의 운용 시험을 위해 장갑순양함 ‘헌팅턴’(USS Huntington, CA-5)에 배속되었으며, 시험 운행은 플로리다 코코넛 그로브 근처의 디너 케이로 돌아왔어도 계속되었다.